# Gunnar Eklund (skådespelare)
Gunnar Eklund, född 28 september 1955 i Luleå, är en svensk skådespelare och regissör, verksam sedan 1985, huvudsakligen vid Västerbottensteatern, Norrbottensteatern och Ögonblicksteatern.

## Teater

### Roller (ej komplett)
| År   | Roll           | Produktion                                                                     | Regi                   | Teater               |
| ---- | -------------- | ------------------------------------------------------------------------------ | ---------------------- | -------------------- |
| 1983 |                | Tiden börjar på nytt Torbjörn Säfve                                            | Jarl Lindblad          | Norrbottensteatern   |
| 1985 | Skrävel Jani   | Ormens väg på hälleberget Torgny Lindgren                                      | Henning Mankell        | Västerbottensteatern |
| 1989 | Spadar Abdon   | Järnkronan Sara Lidman                                                         | Karin Parrot           | Norrbottensteatern   |
| 1989 | Skräddar Molin | Skräddar Molins berättelser Torgny Lindgren                                    |                        | Norrbottensteatern   |
| 2003 | Lars Högström  | Pölsan Torgny Lindgren                                                         | Eyvind Andersen        | Västerbottensteatern |
| 2008 | Birger         | Stackars mej Håkan Jaensson och Arne Norlin                                    | Lotta Östlin Stenshäll | Västerbottensteatern |
| 2009 | Georg Marklund | The Marklund Story Birgit Hageby                                               | Jan Karlsson           | Västerbottensteatern |
| 2012 |                | Minneskoden Johanna Salander och Camilla Blomqvist                             | Johanna Salander       | Ögonblicksteatern    |
| 2014 | Isak           | Välviljan pris Gunnar Eklund                                                   | Lillemor Skogheden     | Västerbottensteatern |
| 2021 |                | Frihet, jämlikhet och nalta tro Gunnar Eklund, Bobo Lundén och Tora von Platen | Anna Söderling         | Västerbottensteatern |
| 2021 | Aron Lindström | Musikanternas uttåg Per Olov Enquist                                           | Bobo Lundén            | Västerbottensteatern |

### Regi
| År   | Produktion   | Upphovsmän      | Teater               |
| ---- | ------------ | --------------- | -------------------- |
| 1995 | Mjölkpallen  | Roland Hedlund  | Västerbottensteatern |
| 2011 | Stor-Brodren | Greger Ottosson | Västerbottensteatern |